# اس‌اواس کروکو
اس‌اواس کروکو مجموعهٔ تلویزیونی پویانمایی محصول کشور فرانسه است که در ۶۵ قسمت ۲۲ دقیقه‌ای از شبکه ت‌اف۱ پخش شد. سازندگان این مجموعه تیئبات شتل، فرنک بتراند و ژکلاین مانسیگنی بودند. پخش این مجموعه تلویزونی از شبکه ت‌اف۱ در ۶ آوریل ۱۹۹۸ شروع شد.

## خلاصه داستان
سه کروکودیل به نام‌های جانی، لافی و بری در گاراژی در صحرای مکزیک مشغول به زندگی و کار هستند. هر چند که آن‌ها مامورهای مخفی استار هستند.

## شخصیت‌های اصلی
- جانی:  به خاطر استعدادی که در مسایل نظامی و جنگی دارد و باهوش  و حرفه‌ای بودن به عنوان رئیس کروکوها انتخاب شده‌است. او دارای شخصیتی  محترم و جذاب است. همچنین راننده‌ای ماهر است به همین خاطر رانندگی کروکوزور(ماشین مخصوص گروه) را به عهده دارد. قبل از اینکه به این گروه بپیوندد، سرهنگ و خلبان آزمایشگر ارتش بود.  او کلاه سفید کابویی بر سر دارد. رنگ لباس او آبی است.
- لافی:  جوان‌ترین و کوچک‌ترین بین کروکوها می‌باشد. اومتخصص انفجار گروه‌است علاوه بر این متخصص تمام کارهای فنی است. قبل از اینکه به کروکوها بپیوندد کاپیتان ارتش بود ولی به دلیل بی انضباطی از ارتش اخراج شد. رنگ لباس او نارنجی است.
- بری: بزرگترین و قوی‌ترین بین کروکوها می‌باشد. علاقه او به دو چیز است یکی به غذای خوب و دیگری دوست خوب. قبل از اینکه به کروکوها بپیوندد یک بوکسور یود. او کلاه قرمز پشمی بر سر دارد. رنگ لباس او قرمز است.
- آقای مک مانک: اسم کوچک او آلیستر است. او رئیس استار است.
- خانم مک مانک: اسم او ملیسنت است. او همسر آقای مک مانک است. همچنین دوست آلبرتا است.
- جانت: دستیار آقای مک مانک است. همچنین بدون اطلاع رییسش در مامریت‌های کروکوها حضور پیدا می‌کند. او دختر پروفسور زد است.
- پروفسور زد:  دانشمند استار می‌باشد که به کارش عشق می‌ورزد. او دوست دوران کورکی آقای مک مانک است. همچنین پدر جانت است.
- آلبرتا: رقاص معروف باله‌است که با خانم مک مانک دوست است.

## پخش به زبان فارسی
این مجموعه تلویزیونی پویانمایی از شبکه تهران پخش شد.